# Estadi Universitari Rei Saüd
L'Estadi Universitari Rei Saüd o Estadi de la Universitat Rei Saüd (en àrab: ملعب جامعة الملك سعود) (conegut també com a Al-Awwal Park per raons comercials) es un estadi multiusos situat a la ciutat de Riad, capital de l'Aràbia Saudita. L'estadi està situat a l'interior del campus de la Universitat Rei Saüd.
El setembre de 2020, la Saudi Media Company va guanyar els drets de gestió per operar l'estadi i va canviar-li el nom. El 26 d'octubre de 2020, SMC va signar un acord amb l'Al Nassr FC de la Lliga Professional Saudita perquè l'estadi es converteixi en la seva seu.
Originalment l'estadi va ser utilitzat pel club Al-Hilal Saudi Football Club per a diputar-hi els partits de la Lliga Premier Saudí i de la Lliga de Campions d'Àsia.
El 12 d'octubre del 2018, l'estadi va albergar el seu primer partit amistós a nivell de seleccions, entre el local Aràbia Saudita i la selecció del Brasil, amb victòria dels vistants per 0-2, amb gols de Gabriel Jesus i Alex Sandro.
El 22 de desembre de 2019, va tenir lloc a l'estadi la Supercopa d'Itàlia 2019 entre la SS Lazio i la Juventus de Torí, amb triomf del primer per 3-1.
Entre el 9 i el 14 de gener de 2024, va tenir lloc a l'estadi la Supercopa d'Espanya 2024.

## Galeria d'imatges

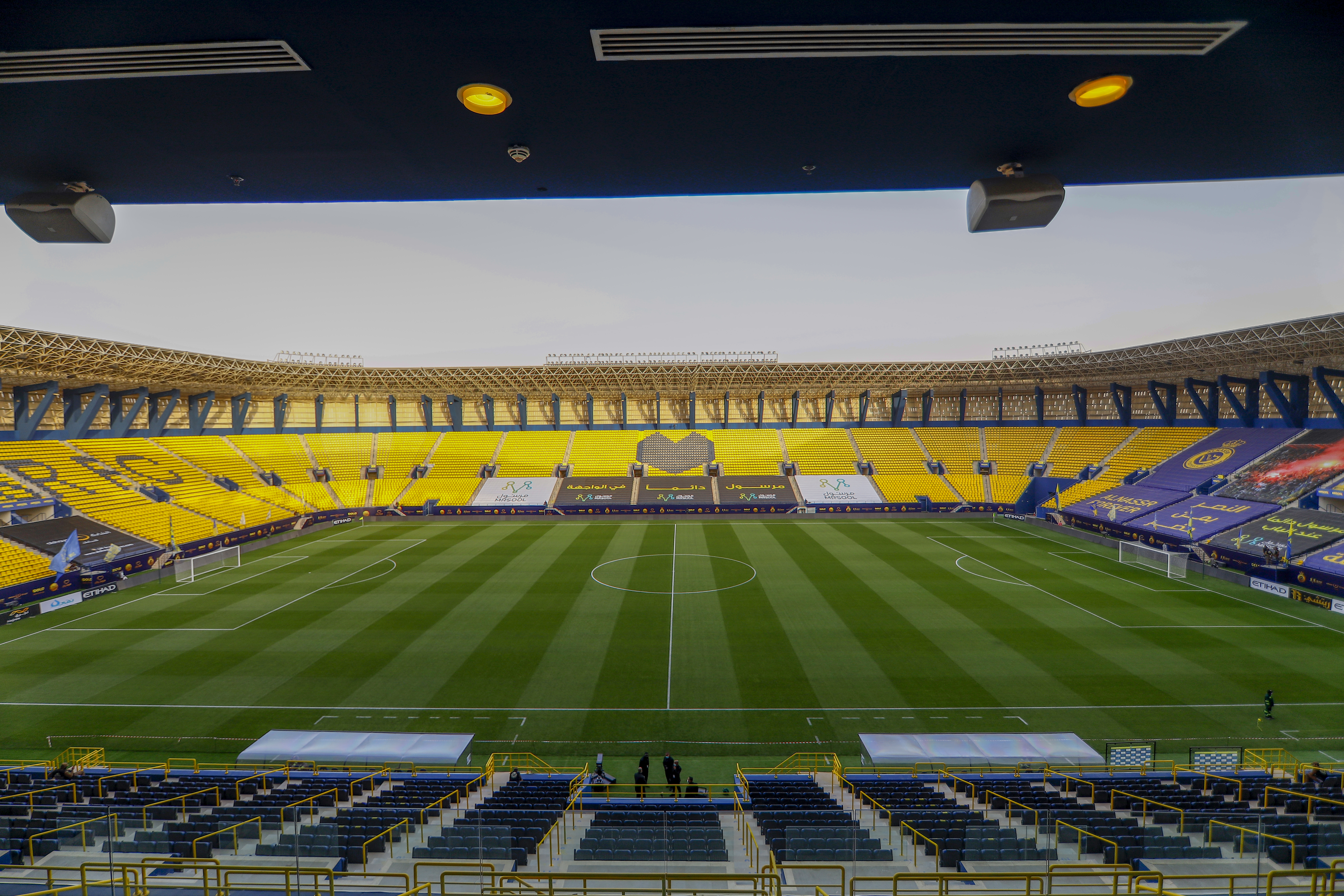
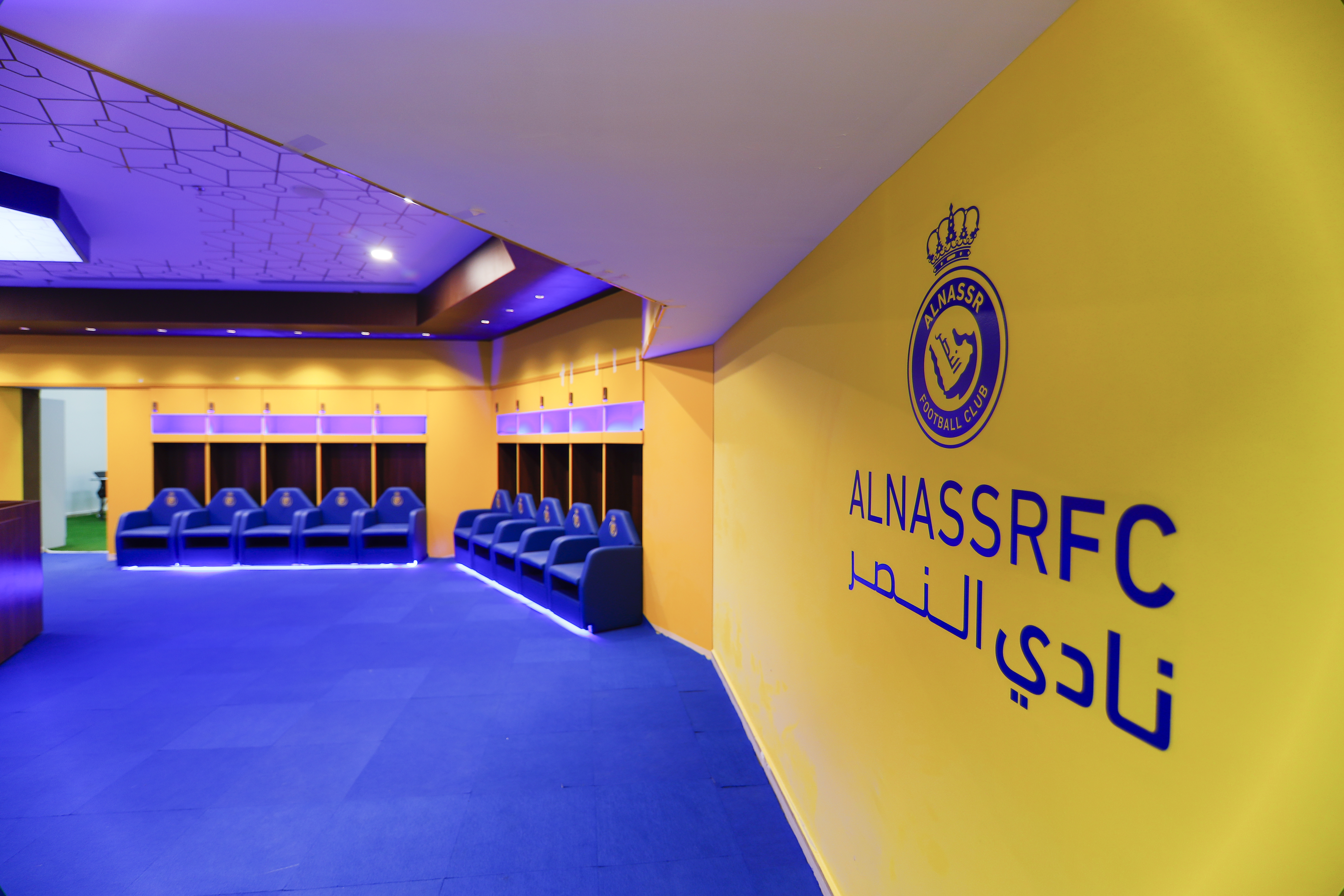